# ساوی (فیلم)
ساوی (به انگلیسی: Savi) فیلم هندی اکشن دلهره آور زبان هندی است که در سال ۲۰۲۴ اکران گردید، کارگردان فیلم آبینای دئو بود و تهیه کنندگی آن را موکش بات، بوشان کومار و کریشان کومار تحت نشان ویشش فیلمز و تی-سریز فیلمز بر عهده داشتند. بازیگران اصلی آنیل کاپور، دیویا خوسلا کومار و هارشواردان رانه هستند. این فیلم بازگویی امروزی از افسانه ساویتری و ساتیاوان (Savitri and Satyavan) است. فیلم در روز ۳۱ مه ۲۰۲۴ اکران گردید.